# Холарктика
Холарктика е биогеографска област, обединяваща Палеарктика и Неарктика. Включва по-голямата част от сушата на Северното полукълбо – Африка на север от Сахара, Северна Америка на север от Мексико, Европа и Азия с изключение на Индийския субконтинент, Югоизточна Азия и южната част на Арабския полуостров.

## Етимология
Думата „холарктика“ произлиза от старогръцките думи ὅλος /олос/ „цял“ и ἄρκτος /арктос/ „север“, тъй като обединява почти цялата суша на Северното полукълбо.
Терминът е предложен от Алфред Нютън на Анджело Хайлприн, след като Хайлприн демонстрира сходствата между Палеарктика и Неарктика.